# Velet
Velet település Franciaországban, Haute-Saône megyében. Lakosainak száma 373 fő (2022. január 1.). Velet Gray-la-Ville, Esmoulins, Gray és Mantoche községekkel határos.

## Népesség
A település népessége az elmúlt években az alábbi módon változott:
| Lakosok száma | 371  | 376  | 398  | 393  | 389  | 385  | 381  | 377  | 373  |
|               | 2013 | 2015 | 2016 | 2017 | 2018 | 2019 | 2020 | 2021 | 2022 |